# Gary Barlow/Diskografie
Diese Diskografie ist eine Übersicht über die musikalischen Werke des britischen Singer-Songwriters und Komponisten Gary Barlow. Den Quellenangaben und Schallplattenauszeichnungen zufolge hat er bisher mehr als 3,5 Millionen Tonträger verkauft. Seine erfolgreichste Veröffentlichung ist das Debütalbum Open Road mit über zwei Millionen verkauften Einheiten.

## Alben

### Studioalben
| Jahr | Titel                      | Höchstplatzierung, Gesamtwochen, AuszeichnungChartplatzierungen (Jahr, Titel, Platzierungen, Wochen, Auszeichnungen, Anmerkungen) | Höchstplatzierung, Gesamtwochen, AuszeichnungChartplatzierungen (Jahr, Titel, Platzierungen, Wochen, Auszeichnungen, Anmerkungen) | Höchstplatzierung, Gesamtwochen, AuszeichnungChartplatzierungen (Jahr, Titel, Platzierungen, Wochen, Auszeichnungen, Anmerkungen) | Höchstplatzierung, Gesamtwochen, AuszeichnungChartplatzierungen (Jahr, Titel, Platzierungen, Wochen, Auszeichnungen, Anmerkungen) | Höchstplatzierung, Gesamtwochen, AuszeichnungChartplatzierungen (Jahr, Titel, Platzierungen, Wochen, Auszeichnungen, Anmerkungen) | Anmerkungen                                                  |
| Jahr | Titel                      | DE | AT | CH | UK | US | Anmerkungen                                                  |
| ---- | -------------------------- | --- | --- | --- | --- | --- | ------------------------------------------------------------ |
| 1997 | Open Road                  | DE10 (16 Wo.)DE | AT13 (7 Wo.)AT | CH6 (13 Wo.)CH | UK1 Platin · (29 Wo.)UK | — | Erstveröffentlichung: 26. Mai 1997 Verkäufe: + 2.000.000     |
| 1999 | Twelve Months, Eleven Days | DE67 (1 Wo.)DE | — | — | UK35 (2 Wo.)UK | — | Erstveröffentlichung: 11. Oktober 1999                       |
| 2012 | Sing                       | — | — | — | UK1 Gold · (9 Wo.)UK | — | Erstveröffentlichung: 28. Mai 2012 mit The Commonwealth Band |
| 2013 | Since I Saw You Last       | DE10 (10 Wo.)DE | AT27 (1 Wo.)AT | CH91 (1 Wo.)CH | UK2 ×2Doppelplatin · (38 Wo.)UK                                                                                                   | — | Erstveröffentlichung: 25. November 2013 Verkäufe: + 702.587  |
| 2020 | Music Played by Humans     | DE64 (1 Wo.)DE | — | CH88 (1 Wo.)CH | UK1 Gold · (8 Wo.)UK | — | Erstveröffentlichung: 27. November 2020 Verkäufe: + 100.000  |
| 2021 | The Dream of Christmas     | DE90 (1 Wo.)DE | — | CH99 (1 Wo.)CH | UK5 (5 Wo.)UK | — | Erstveröffentlichung: 26. November 2021                      |

## Singles

### Als Leadmusiker
| Jahr | Titel Album                                            | Höchstplatzierung, Gesamtwochen, AuszeichnungChartplatzierungen (Jahr, Titel, Album, Platzierungen, Wochen, Auszeichnungen, Anmerkungen) | Höchstplatzierung, Gesamtwochen, AuszeichnungChartplatzierungen (Jahr, Titel, Album, Platzierungen, Wochen, Auszeichnungen, Anmerkungen) | Höchstplatzierung, Gesamtwochen, AuszeichnungChartplatzierungen (Jahr, Titel, Album, Platzierungen, Wochen, Auszeichnungen, Anmerkungen) | Höchstplatzierung, Gesamtwochen, AuszeichnungChartplatzierungen (Jahr, Titel, Album, Platzierungen, Wochen, Auszeichnungen, Anmerkungen) | Höchstplatzierung, Gesamtwochen, AuszeichnungChartplatzierungen (Jahr, Titel, Album, Platzierungen, Wochen, Auszeichnungen, Anmerkungen) | Anmerkungen                                                                       |
| Jahr | Titel Album                                            | DE | AT | CH | UK | US | Anmerkungen                                                                       |
| --- | ------------------------------------------------------ | --- | --- | --- | --- | --- | --------------------------------------------------------------------------------- |
| 1996 | Forever Love Open Road                                 | DE5 (19 Wo.)DE | AT11 (13 Wo.)AT | CH5 (21 Wo.)CH | UK1 Gold · (16 Wo.)UK | — | Erstveröffentlichung: 8. Juli 1996                                                |
| 1997 | Love Won’t Wait Open Road                              | DE35 (9 Wo.)DE | AT20 (9 Wo.)AT | CH23 (14 Wo.)CH | UK1 Silber · (11 Wo.)UK | — | Erstveröffentlichung: 25. April 1997                                              |
| 1997 | So Help Me Girl Open Road                              | DE78 (8 Wo.)DE | — | — | UK11 (11 Wo.)UK | US44 (20 Wo.)US | Erstveröffentlichung: 11. Juli 1997                                               |
| 1997 | Open Road                                              | DE63 (9 Wo.)DE | — | — | UK7 (7 Wo.)UK | — | Erstveröffentlichung: 31. Oktober 1997                                            |
| 1998 | Superhero Open Road                                    | — | — | — | — | — | Erstveröffentlichung: 17. Februar 1998 nur in den USA veröffentlicht              |
| 1998 | Hang On in There Baby Open Road                        | DE69 (9 Wo.)DE | — | — | — | — | Erstveröffentlichung: 3. April 1998 feat. Rosie Gaines                            |
| 1999 | Stronger Twelve Months, Eleven Days                    | DE73 (9 Wo.)DE | — | — | UK16 (5 Wo.)UK | — | Erstveröffentlichung: 5. Juli 1999                                                |
| 1999 | For All That You Want Twelve Months, Eleven Days       | DE94 (3 Wo.)DE | — | — | UK24 (2 Wo.)UK | — | Erstveröffentlichung: 27. September 1999                                          |
| 1999 | Lie to Me Twelve Months, Eleven Days                   | — | — | — | — | — | Erstveröffentlichung: 6. Dezember 1999                                            |
| 2010 | Shame In and Out of Consciousness                      | DE11 (21 Wo.)DE | AT20 (16 Wo.)AT | CH19 (14 Wo.)CH | UK2 Silber · (13 Wo.)UK | — | Erstveröffentlichung: 27. August 2010 mit Robbie Williams                         |
| 2012 | Sing                                                   | — | — | — | UK1 Gold · (12 Wo.)UK | — | Erstveröffentlichung: 28. Mai 2012 mit The Commonwealth Band feat. Military Wives |
| 2013 | Let Me Go Since I Saw You Last                         | DE25 (11 Wo.)DE | AT32 (6 Wo.)AT | — | UK2 Platin · (29 Wo.)UK | — | Erstveröffentlichung: 15. November 2013                                           |
| 2014 | Face to Face Since I Saw You Last                      | — | — | — | UK69 (2 Wo.)UK | — | Erstveröffentlichung: 20. Januar 2014 mit Elton John                              |
| 2014 | Since I Saw You Last                                   | — | — | — | UK65 (1 Wo.)UK | — | Erstveröffentlichung: 14. April 2014                                              |
| 2018 | Superhero Open Road: 21st Anniversary Edition          | — | — | — | — | — | Erstveröffentlichung: 1. April 2018                                               |
| 2020 | Paddington Bear The Adventures of Paddington           | — | — | — | — | — | Erstveröffentlichung: 3. März 2020                                                |
| 2020 | Elita Music Played by Humans                           | — | — | — | — | — | Erstveröffentlichung: 30. September 2020                                          |
| 2020 | Incredible Music Played by Humans                      | — | — | — | — | — | Erstveröffentlichung: 30. Oktober 2020                                            |
| 2020 | This Is My Time Music Played by Humans                 | — | — | — | — | — | Erstveröffentlichung: 13. November 2020                                           |
| 2021 | Enough Is Enough Music Played by Humans                | — | — | — | — | — | Erstveröffentlichung: 29. Januar 2021 mit Beverley Knight                         |
| 2021 | Sleigh Ride The Dream of Christmas                     | — | — | — | — | — | Erstveröffentlichung: 29. Oktober 2021                                            |
| 2021 | The Dream of Christmas                                 | — | — | — | — | — | Erstveröffentlichung: 29. Oktober 2021                                            |
| 2021 | How Christmas Is Supposed to Be The Dream of Christmas | — | — | — | — | — | Erstveröffentlichung: 24. November 2021 feat. Sheridan Smith                      |
| Folgende Lieder erschienen nicht als Single, wurden aber durch das Album zum Download und Streaming bereitgestellt und konnten somit eine Platzierung erlangen: |                                                        | | | | | |                                                                                   |
| |                                                        | | | | | |                                                                                   |
| 2012 | Here Comes the Sun Sing                                | — | — | — | UK59 (2 Wo.)UK | — | Charteinstieg: 9. Juni 2012                                                       |

### Als Gastmusiker
| Jahr | Titel Album                                                       | Höchstplatzierung, Gesamtwochen, AuszeichnungChartplatzierungen (Jahr, Titel, Album, Platzierungen, Wochen, Auszeichnungen, Anmerkungen) | Höchstplatzierung, Gesamtwochen, AuszeichnungChartplatzierungen (Jahr, Titel, Album, Platzierungen, Wochen, Auszeichnungen, Anmerkungen) | Höchstplatzierung, Gesamtwochen, AuszeichnungChartplatzierungen (Jahr, Titel, Album, Platzierungen, Wochen, Auszeichnungen, Anmerkungen) | Höchstplatzierung, Gesamtwochen, AuszeichnungChartplatzierungen (Jahr, Titel, Album, Platzierungen, Wochen, Auszeichnungen, Anmerkungen) | Höchstplatzierung, Gesamtwochen, AuszeichnungChartplatzierungen (Jahr, Titel, Album, Platzierungen, Wochen, Auszeichnungen, Anmerkungen) | Anmerkungen                                                                                      |
| Jahr | Titel Album                                                       | DE | AT | CH | UK | US | Anmerkungen                                                                                      |
| ---- | ----------------------------------------------------------------- | --- | --- | --- | --- | --- | ------------------------------------------------------------------------------------------------ |
| 1994 | Can You Feel the Love Tonight The Lion King (Der König der Löwen) | DE14 (26 Wo.)DE | AT4 (13 Wo.)AT | CH10 (15 Wo.)CH | UK14 (9 Wo.)UK | US4 (26 Wo.)US | Erstveröffentlichung: 12. Mai 1994 Elton John mit Gary Barlow (Backing vocals)                   |
| 2010 | Everybody Hurts –                                                 | DE16 (7 Wo.)DE | AT23 (7 Wo.)AT | CH16 (2 Wo.)CH | UK1 Platin · (6 Wo.)UK | — | Erstveröffentlichung: 7. Februar 2010 Helping Haiti mit Gary Barlow                              |
| 2011 | Teardrop –                                                        | — | — | — | UK24 (2 Wo.)UK | — | Erstveröffentlichung: 18. November 2011 The Collective mit Gary Barlow; Original: Massive Attack |
| 2013 | I Should’ve Followed You Home A                                   | — | — | — | UK99 (1 Wo.)UK | — | Erstveröffentlichung: 18. November 2013 mit Agnetha Fältskog                                     |
| 2014 | Get Ready Smokey & Friends                                        | — | — | — | — | — | Erstveröffentlichung: 2014 mit Smokey Robinson                                                   |

## Videoalben und Musikvideos

### Videoalben
- 1998: Open Book (Sammlung aufgezeichneter Auftritte und Interviews mit Barlow aus den Jahren 1997 und 1998, in denen er seine Empfindungen zur Auflösung von Take That und dem Beginn seiner Solo-Karriere schildert; enthält eine Vorschau auf die Single „Hang on in There Baby“)
- 2012: Gary Barlow: On Her Majesty’s Service (Fernsehfilm. Dokumentation über die Entstehung der offiziellen Thronjubiläums-Hymne „Sing“ und Barlows Weltreise zur Rekrutierung der Commonwealth Band für die Aufnahmen und das Diamond Jubilee Concert, den Höhepunkt der Festlichkeiten.)
- 2013: Gary Barlow Live (Mitschnitt von Barlows ausverkaufter erster Solo-Konzertreise nach über zwölf Jahren, aufgenommen in seiner Heimat Manchester im Dezember 2012. Die Setlist kombiniert Solo-Material, Take-That-Klassiker und Auftritte verschiedener Gaststars.)
- 2014: When Corden Met Barlow (Fernsehdokumentation der BBC One im Stil eines mehrtägigen Roadtrips von London aus durch England, moderiert von James Corden.)[3]
- 2014: Since You Saw Him Last (Mitschnitt von Barlows ausverkaufter Arena-Tournee zum Since I Saw You Last Album aus der O₂-Arena in London)

### Musikvideos
| Jahr | Titel                        | Regisseur(e)   |
| ---- | ---------------------------- | -------------- |
| 1996 | Forever Love                 | Sophie Muller  |
| 1997 | Love Won’t Wait              | Rocky Schenck  |
| 1997 | So Help Me Girl              | Rocky Schenck  |
| 1997 | So Help Me Girl (US-Version) | Alan Smithee   |
| 1997 | Open Road                    | Thom Oliphant  |
| 1998 | Superhero                    | Alan Smithee   |
| 1998 | Hang on in There Baby        | Tony Campbell  |
| 1999 | Stronger                     | Dani Jacobs    |
| 1999 | For All That You Want        | Dani Jacobs    |
| 2010 | Everybody Hurts              | Joseph Kahn    |
| 2010 | Shame                        | Vaughan Arnell |
| 2011 | Teardrop                     | Labrinth       |
| 2012 | Sing                         | Ben Winston    |
| 2013 | Forever Autumn               | Jeff Wayne     |
| 2013 | Let Me Go                    | Ben Winston    |
| 2014 | Face to Face                 | Ben Winston    |
| 2014 | Since I Saw You Last         | Ben Winston    |

## Statistik

### Chartauswertung
|                     | DE    | AT    | CH    | UK    | US    |
| ------------------- | ----- | ----- | ----- | ----- | ----- |
| Nummer-eins-Alben   | DE—DE | AT—AT | CH—CH | UK3UK | US—US |
| Top-10-Alben        | DE2DE | AT—AT | CH1CH | UK5UK | US—US |
| Alben in den Charts | DE5DE | AT2AT | CH3CH | UK6UK | US—US |

|                       | DE     | AT    | CH    | UK     | US    |
| --------------------- | ------ | ----- | ----- | ------ | ----- |
| Nummer-eins-Singles   | DE—DE  | AT—AT | CH—CH | UK4UK  | US—US |
| Top-10-Singles        | DE1DE  | AT2AT | CH2CH | UK6UK  | US1US |
| Singles in den Charts | DE11DE | AT6AT | CH5CH | UK16UK | US2US |

### Auszeichnungen für Musikverkäufe
| Goldene Schallplatte - Irland - 2013: für das Album Since I Saw You Last |

Anmerkung: Auszeichnungen in Ländern aus den Charttabellen bzw. Chartboxen sind in ebendiesen zu finden.
| Land/RegionAuszeichnungen für Musikverkäufe (Land/Region, Auszeichnungen, Verkäufe, Quellen) | Silber     | Gold     | Platin     | Verkäufe  | Quellen        |
| -------------------------------------------------------------------------------------------- | ---------- | -------- | ---------- | --------- | -------------- |
| Irland (IRMA)                                                                                | —          | Gold1    | —          | 7.500     | irishcharts.ie |
| Vereinigtes Königreich (BPI)                                                                 | 2× Silber2 | 4× Gold4 | 5× Platin5 | 3.500.000 | bpi.co.uk      |
| Insgesamt                                                                                    | 2× Silber2 | 5× Gold5 | 5× Platin5 |           |                |